# Calamagrostis scotica
Calamagrostis scotica là một loài thực vật có hoa trong họ Hòa thảo. Loài này được (Druce) Druce mô tả khoa học đầu tiên năm 1928.